# Софо Геловані
Софо́ Гелова́ні (груз. სოფო გელოვანი) — грузинська співачка, яка разом з Нодіко Татішвілі представляла Грузію на пісенному конкурсі Євробачення 2013 у Мальме з піснею «Waterfall». Одна з найпопулярніших у сучасній Грузії виконавиць.

## Біографія
Походить із стародавнього княжого роду Геловані. 
2007 року одружилася з лікарем Нодаром Ландієм.

## Кар'єра
У дитинстві Софіко була солісткою вокального ансамблю "Нергебі". 2000 року перемогла на Єреванському міжнародному конкурсі дитячої та юнацької пісні. Удостоєна Гран-прі на фестивалі «Шлях до зірок» у Санкт-Петербурзі. У 2007 році здобуває перемогу на Всеросійському конкурсі «Весна романсу», отримує Гран-прі на щорічному конкурсі пам'яті Андрія Петрова та виграє «Всесвітню романсіаду». Софіко Геловані – одна з найпопулярніших у сучасній Грузії виконавиць. За межами рідної країни журналісти та слухачі називають її «новою Нані Брегвадзе». 14 квітня 2012 року на Першому національному стартувало вокальне шоу «10+10», у якому Софо Геловані взяла участь у парі з українським співаком Едуардом Романютою.

## Нагороди
- Гран-прі фестивалю «Шлях до зірок» (Санкт-Петербург)
- Гран-прі конкурсу пам'яті Андрія Петрова
- Перемога на Всесвітній романсіаді